# Bergkirchweih

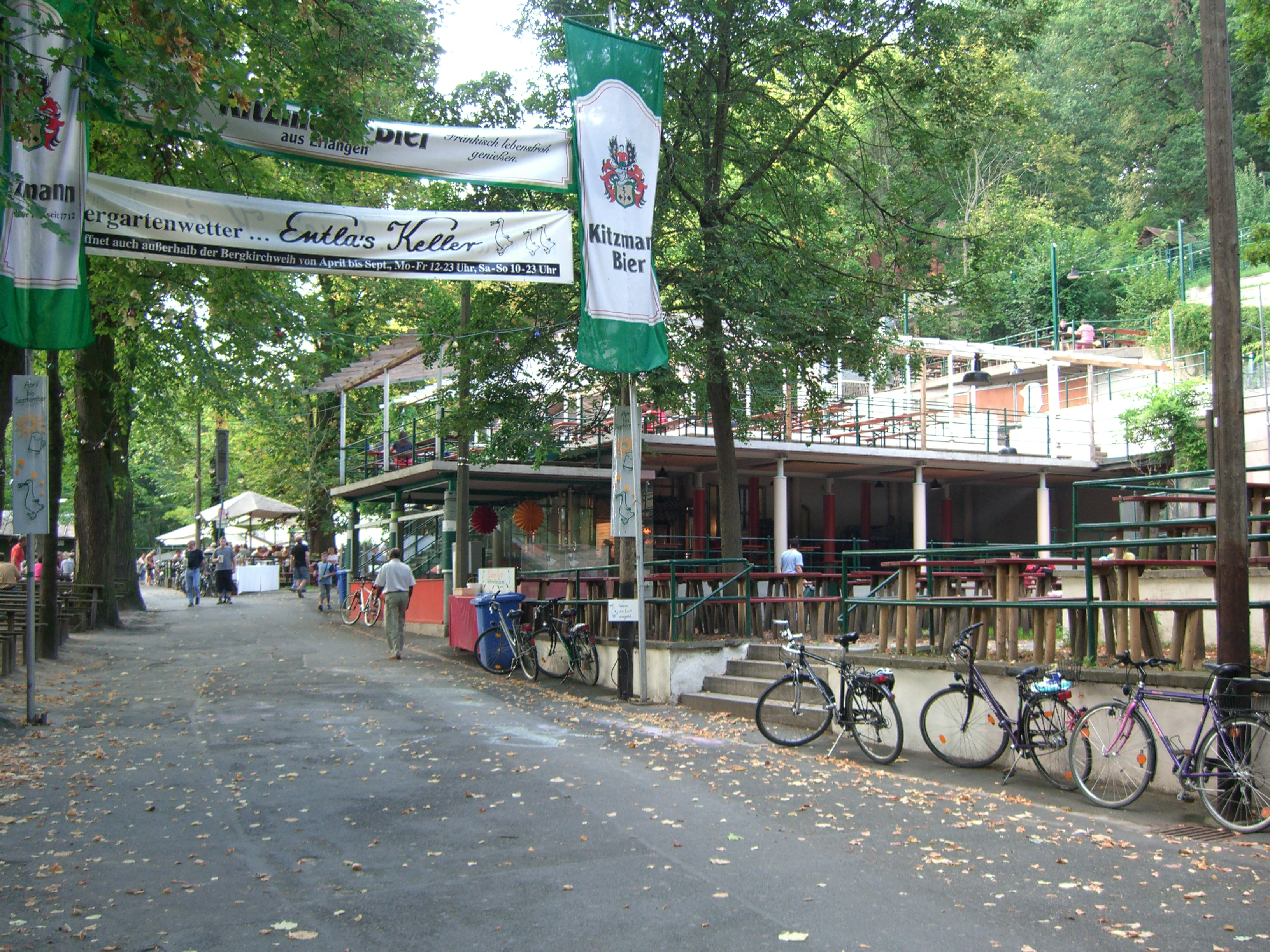
Zugang zum Entla’s Keller auf dem Bergkirchweihgelände

Die Bergkirchweih, auch der Berg oder fränkisch Berch genannt, ist ein zwölftägiges Volksfest in der mittelfränkischen Universitätsstadt Erlangen, das jährlich um Pfingsten stattfindet. Charakteristisch sind der Bierausschank an derzeit 15 Bierkellern (Stand: 2018) und das Sitzen unter freiem Himmel in einem mit Linden, Kastanien und Eichen bestandenen Biergarten.
Der Name „Bergkirchweih“ zeugt vom Ursprung des Festes, nämlich der Feier einer Kirchweih am Südhang des Erlanger Burgbergs. Gefeiert wird das Patrozinium der Altstädter Dreifaltigkeitskirche, das an Trinitatis, dem Sonntag nach Pfingsten, mit einem Gottesdienst auf dem Kirchweihgelände begangen wird.

## Geschichte

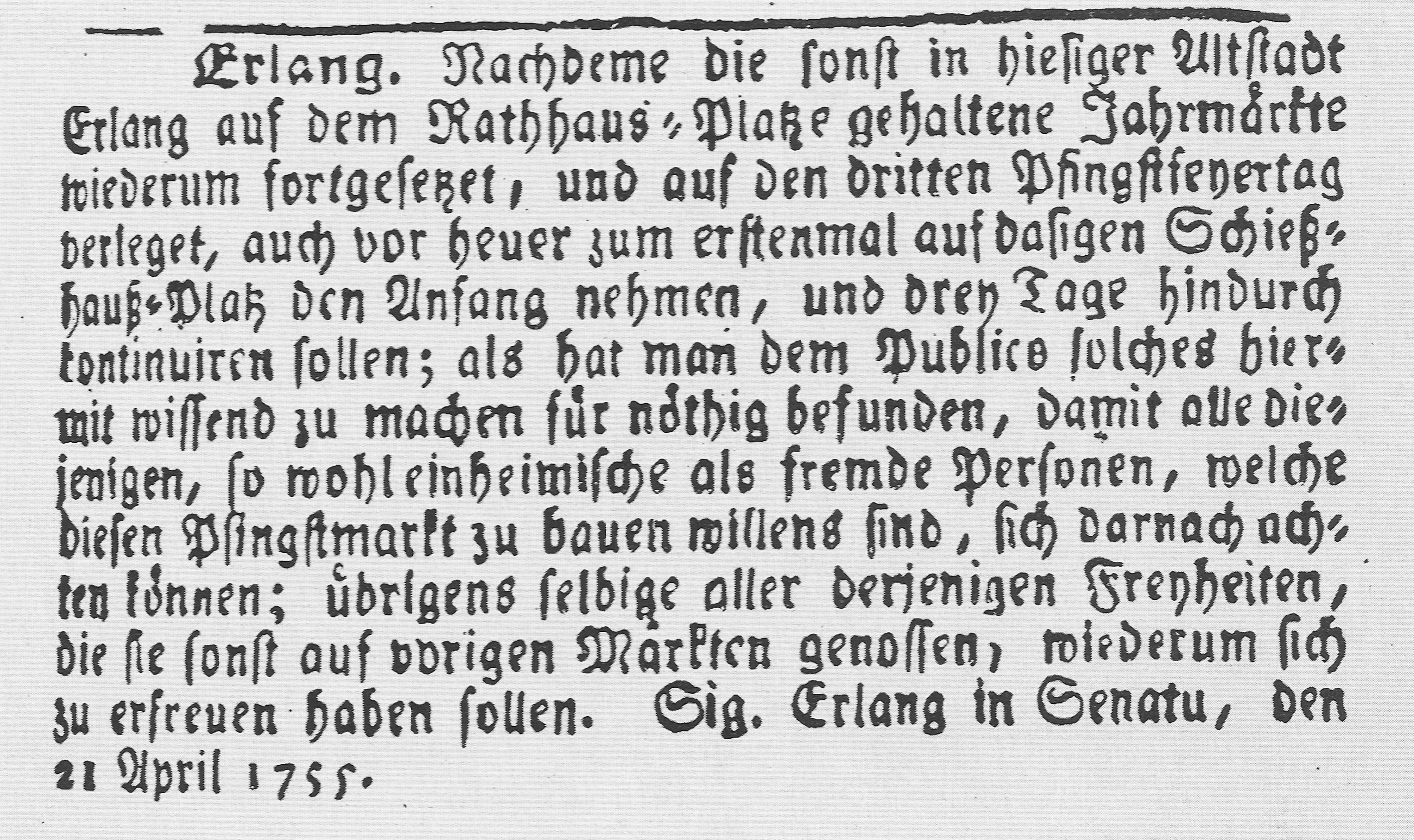
Beschluss des Stadtrats vom 21. April 1755

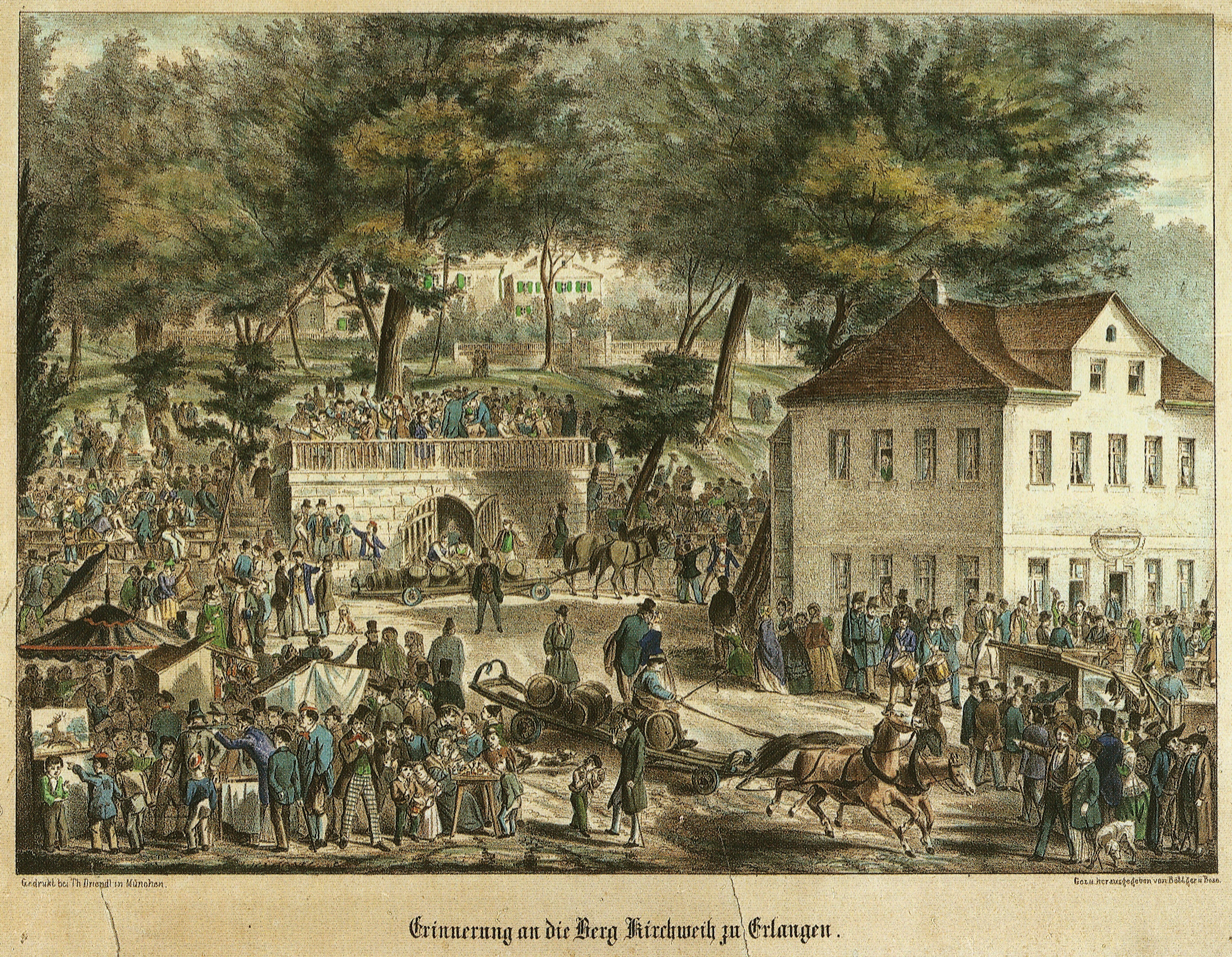
Bergkirchweih 1853

Die Erlanger Bergkirchweih gibt es seit dem Jahr 1755 und ist somit das älteste Bierfest der Welt. Am 21. April 1755 beschloss der Stadtrat, den Erlanger Pfingstmarkt, der bis dahin in der Altstadt abgehalten worden war, ab Pfingstdienstag für drei Tage am Altstädter Schießhaus durchzuführen, wo die Schützen gleichzeitig ihr Vogelschießen abhielten. Zu einer weiteren Attraktion des neuen Jahrmarkts wurden bald die Felsenkeller am Burgberg, an denen kühles Bier ausgeschenkt wurde. In diesen Kellergewölben wurde bis ins frühe 20. Jahrhundert hinein Bier zum Reifen gelagert, da dort das ganze Jahr über konstant niedrige Temperaturen herrschten. Einzelne Gewölbe erstrecken sich bis zu 500 Meter in den Berg hinein und hindurch, sodass von Teichen auf der gegenüberliegenden Seite des Berges Eis zum Kühlen des Bieres gebrochen werden konnte. Diese Stollen sind jedoch teilweise eingestürzt und nicht mehr durchgängig.
1771 und 1772 fiel die Bergkirchweih wegen der Hungersnot aus, 1778 wurde sie wegen Unwetters verschoben. 1886 starb König Ludwig II. von Bayern und die Bergkirchweih wurde am Pfingstmontag abgebrochen.
Im 19. Jahrhundert wurde während der Bergkirchweih die Anatomische Sammlung des Anatomischen Instituts zur Volksbelustigung geöffnet.
Im Ersten Weltkrieg und danach fand von 1915 bis 1920 keine Bergkirchweih statt, im Zweiten Weltkrieg von 1940 bis 1945.
Im Jahre 2005 wurden 250 Jahre Bergkirchweih gefeiert. Tatsächlich gab es die Bergkirchweih zu diesem Zeitpunkt seit 250 Jahren, sie hat allerdings nicht in jedem Jahr stattgefunden. Einschließlich der oben genannten Ausfälle im 18. und 20. Jahrhundert und den COVID-19-bedingten Absagen in den Jahren 2020 und 2021 fiel die Bergkirchweih bisher 17 mal aus.

## Beschreibung
Die Bergkirchweih beginnt am Donnerstag vor Pfingsten um 17 Uhr mit dem „Anstich“ nebst „Bierprobe“. Das Anzapfen des ersten Fasses Bier, das traditionell als Freibier an die Anwesenden ausgegeben wird, vollzieht der Erlanger Oberbürgermeister auf der Tribüne eines jährlich wechselnden Bierkellers. Das Volksfest endet zwölf Tage später, an einem Montagabend, mit dem traditionellen „Fassbegräbnis“ am Erich Keller. Dabei wird das letzte Fass Bier zu den Klängen des Liedes Lili Marleen von Lale Andersen symbolisch begraben.

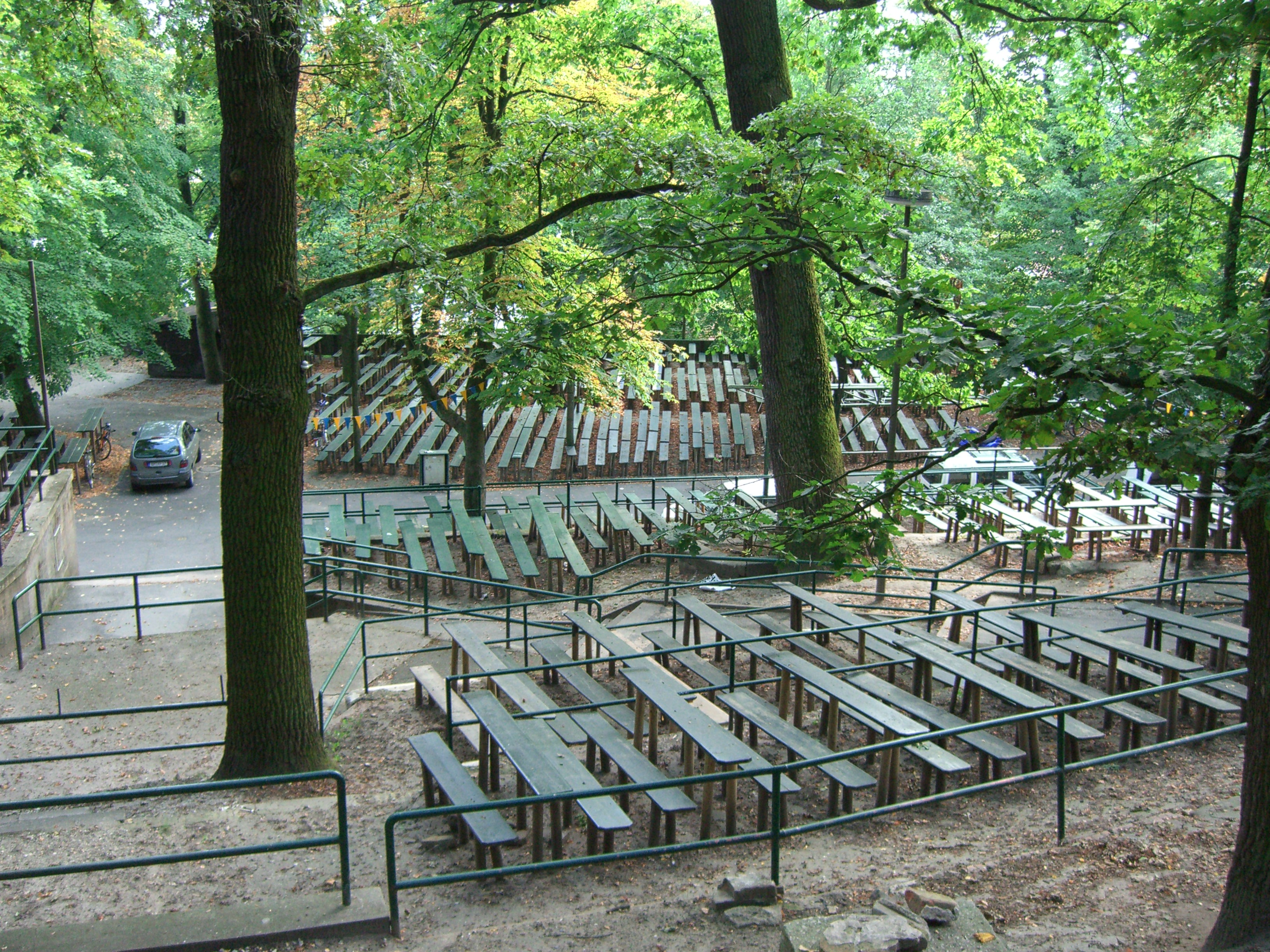
Bierbänke am Burgberghang außerhalb der Bergkirchweihsaison

Das Kirchweihgelände zieht sich auf etwa einem Kilometer Länge am Hang des Burgbergs am nördlichen Rand der Erlanger Innenstadt entlang. Rund 11.000 das ganze Jahr über fest installierte Sitzplätze unter alten Linden, Kastanien und Eichen verwandeln einen Teil des Geländes in den größten Biergarten Europas. Während untertags zahlreiche Anwesende dort ihre zum Teil selbst mitgebrachte Brotzeit verzehren, wird der von Lampions beleuchtete  Biergarten abends überwiegend vom Partyvolk in Beschlag genommen. Seit einiger Zeit gehört das Europa Rad der Firma Kipp & Sohn aus Bonn, das höchste transportable Riesenrad der Welt, neben zahlreichen anderen Fahrgeschäften zu den Attraktionen der Bergkirchweih.
Das Volksfest gilt in Erlangen und Umgebung als fünfte Jahreszeit. Nicht zuletzt die Tatsache, dass viele vormalige Bürger der Stadt die Bergkirchweih zur Wiederbegegnung mit alten Bekannten fest einplanen, beschert dem Fest jährlich regelmäßige Besuchermengen von gut einer Million Menschen innerhalb zwölf Tagen. Das entspricht etwa dem Zehnfachen der Einwohnerzahl Erlangens. Die Bergkirchweih gehört deshalb gemeinsam mit dem Oktoberfest in München, dem Herbst- und Frühlingsfest in Nürnberg, der Michaeliskirchweih in Fürth und dem Gäubodenfest in Straubing zu den fünf größten Volksfesten in Bayern. Ausschankschluss ist um 23 Uhr. Im Anschluss ergießt sich vor allem an den Wochenenden ein Strom von Menschen in Richtung Innenstadt, wo in und vor Kneipen sowie in Diskotheken bis in die Morgenstunden weitergefeiert wird. Dafür hat sich in Erlangen die Bezeichnung „After-Berg“ eingebürgert.

### Bierkeller

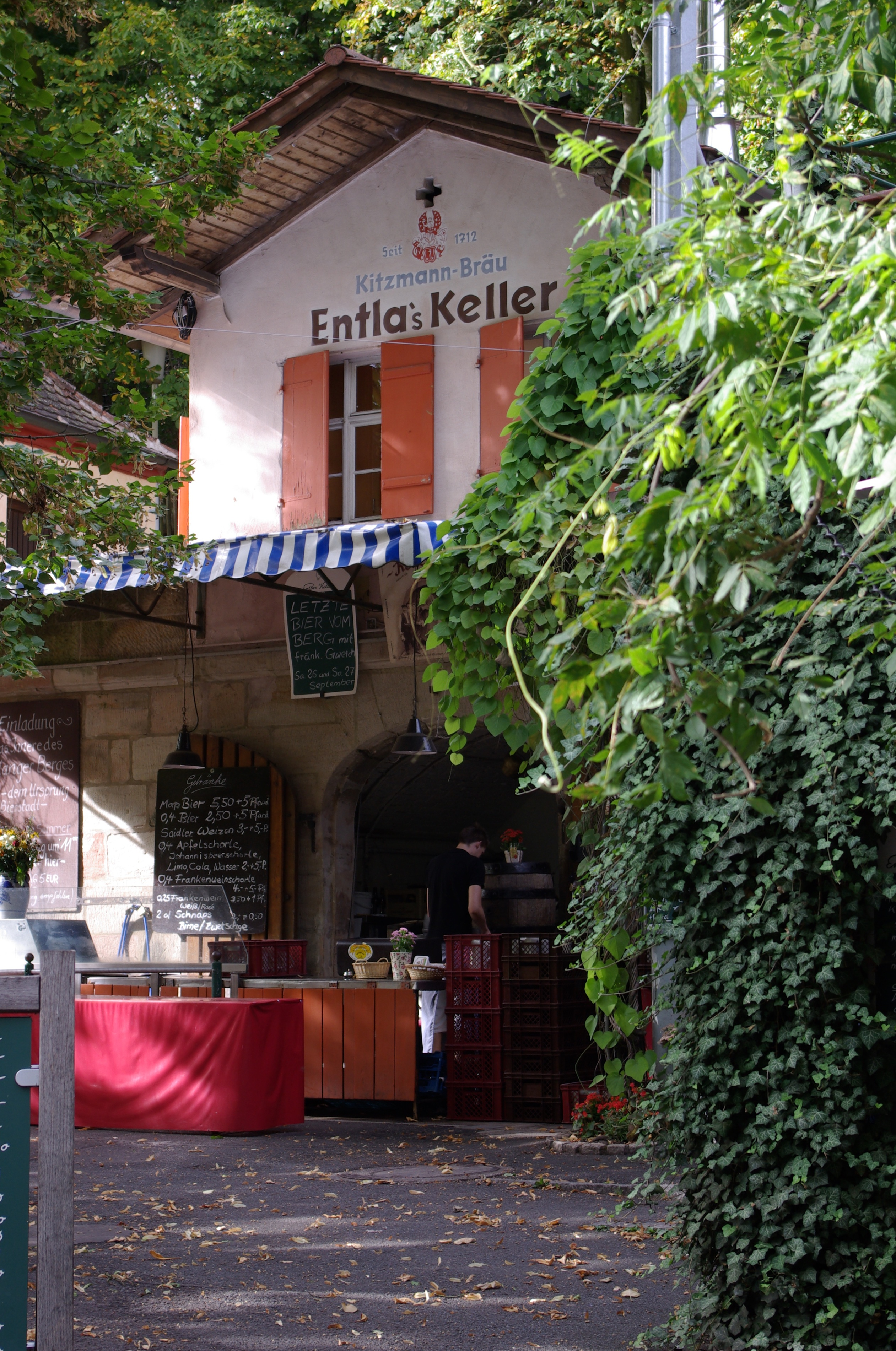
Entla’s Keller (2006)

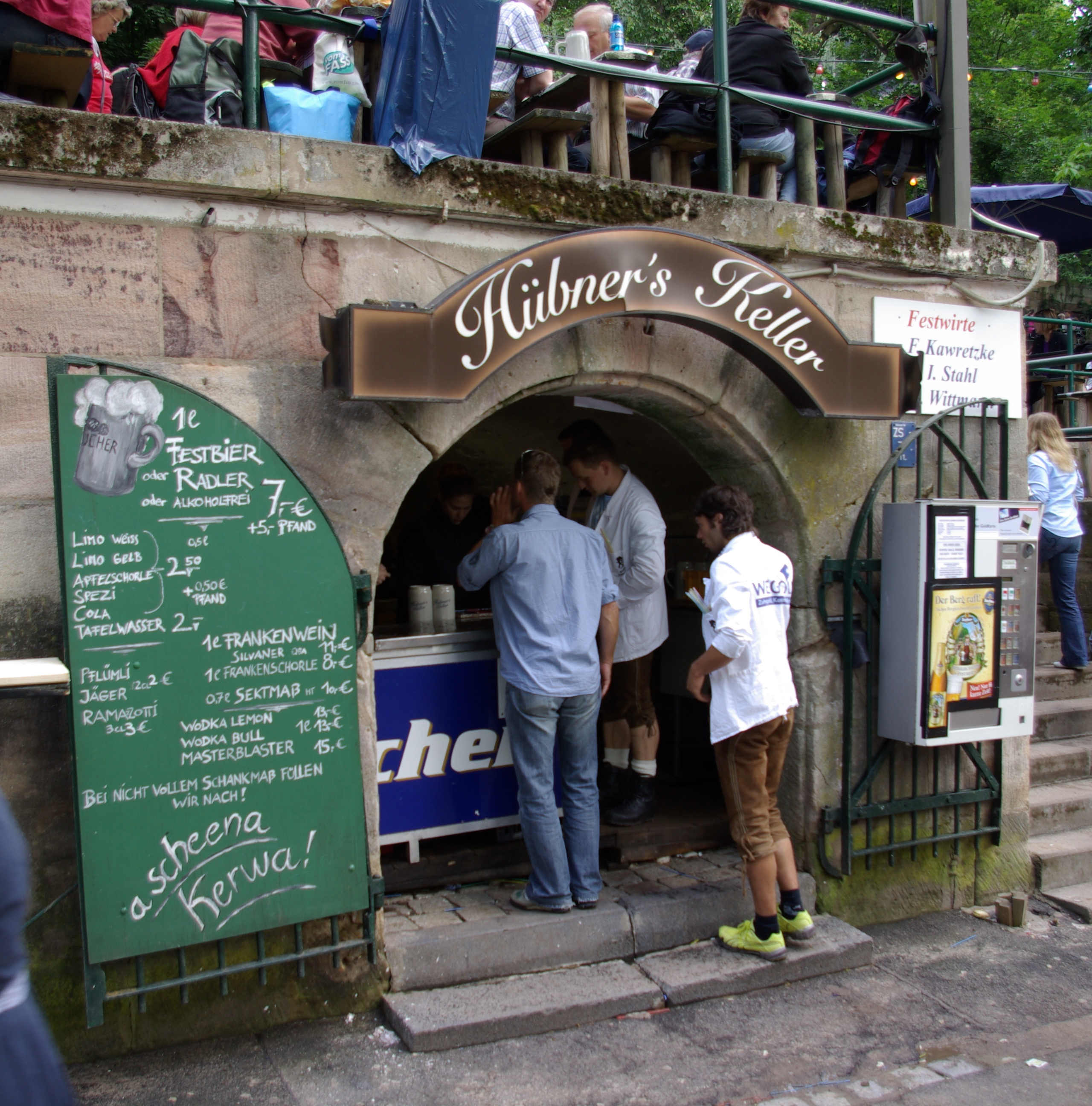
Hübner’s Keller während der Bergkirchweih 2009

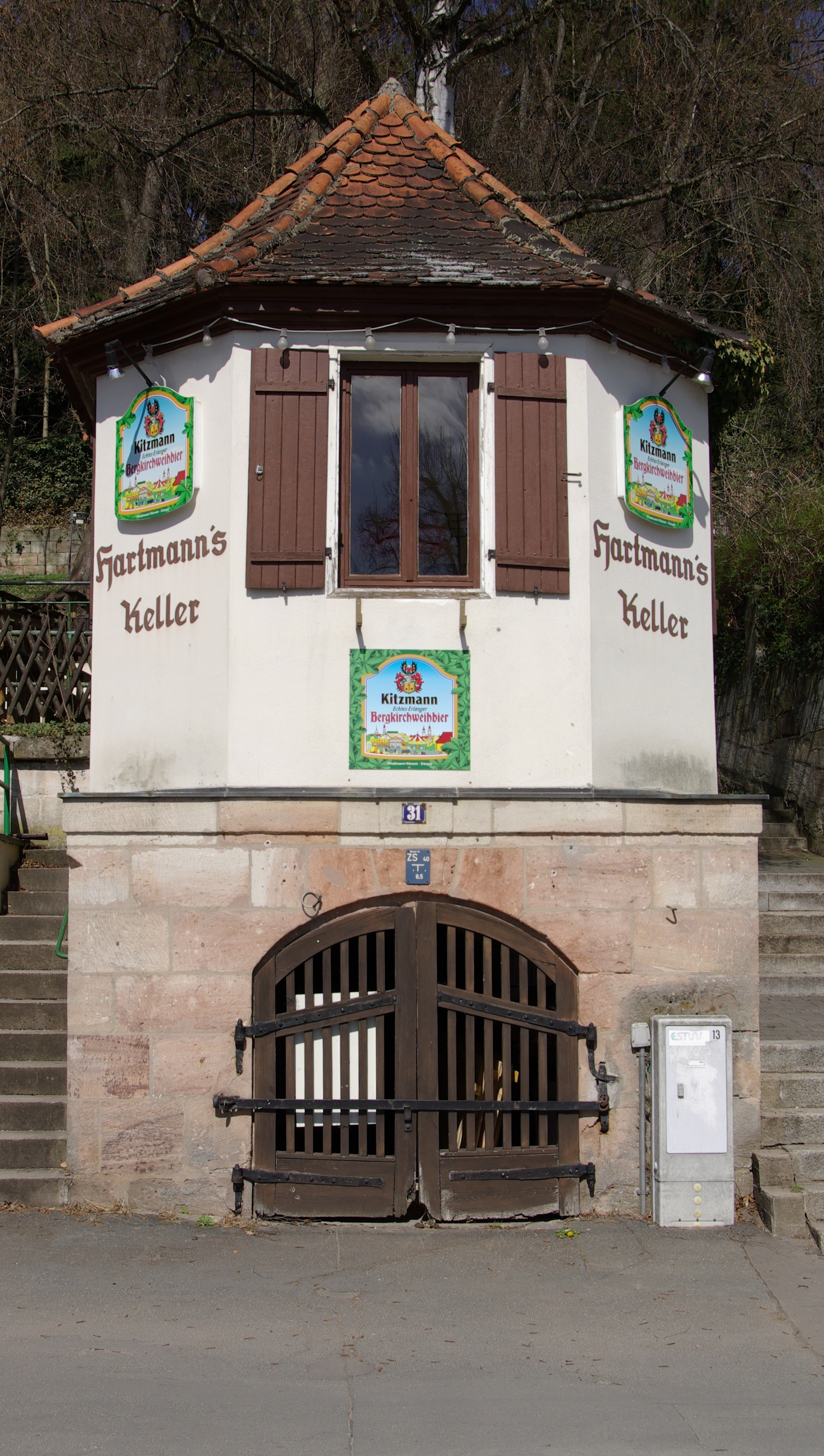
Hartmann’s Keller mit Lusthäuschen (2012)

Ursprünglich besaß jede der bis zu 16 Erlanger Brauereien einen Bierkeller im Burgberg. Heute sind an der Bergkirchweih 13 Bierkeller beteiligt (Stand 2018), die jeweils eigenständige Schankbetriebe bilden. Unterschiedlich groß fallen dabei die Auswahl an Bier und anderen (nichtalkoholischen) Getränken sowie das Umfang der Bewirtung aus. An den Bierkellern gelangt heute das Bier von fünf verschiedenen Brauereien – das der Erlanger Brauereien Steinbach Bräu und Entla’s Bräu, das der Tucher Bräu aus Nürnberg/Fürth, das Kitzmann- und das Mönchshof-Bier der Kulmbacher Brauerei sowie das Weiherer Bier der Brauerei Kundmüller aus Viereth-Trunstadt – zum Ausschank. Die Keller von West nach Ost sind:
- Entla’s Keller (Entla’s Bräu): Seit 2022 wird das hauseigene Entla’s Bräu ausgeschenkt, vorher lange Jahre Kitzmann.[5] Der Ausschankbetrieb am Entla’s-Keller nimmt während der Bergkirchweih auch die Fläche des Kitzmann-Kellers und des Resenscheck-Kellers in Anspruch. Seit 1990 geben die Festwirte zur Bergkirchweih einen besonderen Bierkrug heraus, der mit einem jährlich wechselnden Motiv gestaltet ist.[3] Diese wurden schon nach kurzer Zeit zu einem begehrten Sammlerobjekt. Der Entla’s ist der einzige Bierkeller auf dem Gelände, der nicht nur während der Bergkirchweih, sondern die gesamte Biergartensaison über geöffnet hat.[6]
- Erich-Keller (Tucher): Am Erich-Keller findet am letzten Tag der Bergkirchweih traditionell das „Fassbegräbnis“ statt.
- Hübner’s Keller (Tucher)
- Niklas-Keller (Tucher)
- Hofbräu Keller (Tucher)
- Henninger-Keller (Tucher)
- Steinbach Keller[7] (Steinbach Bräu)
- Tucher-Keller (Tucher)
- Hartmann’s Keller (Kitzmann)
- Weller-Keller (Kitzmann)
- Helbig-Keller (Steinbach Bräu)
- Goldmann-Keller (Weiherer)
- Birkners Keller (Mönchshof)

Daneben erfolgt auch in einem Festzelt nahe dem Eingang zum Kirchweihgelände und im Altstädter Schießhaus der Bierausschank. Die Bewirtung übernehmen neben den Schankbetrieben auch zahlreiche Schausteller in ihren Buden.

## Kurioses
Früher gab es an der Erlanger Universität zur „Berg-Zeit“ einwöchige Ferien („Bergferien“). Die oft angenommene Begründung für diese Ferien, dass mit betrunkenen Studenten ein geordneter Universitätsbetrieb nicht möglich sei, ist nicht offiziell belegt. Die Ferien wurden jedoch 1999 offiziell abgeschafft. Übrig blieb nur der vorlesungsfreie Dienstag in der Pfingstwoche, an dem die Angehörigen vieler Uni-Lehrstühle und Institute und auch die Belegschaften der meisten Läden und Betriebe der Stadt ab 12 oder spätestens 14 Uhr geschlossen zum Berg marschierten. Diese Tradition war allerdings schon vor der COVID-19-Pandemie immer weniger verbreitet, 2022 hatten am Dienstag nach Pfingsten fast alle Läden auch nachmittags geöffnet.
Ein Original der Bergkirchweih war der „Bergkönig“ Pinsl.
Während der Bergkirchweih werden die Linienbusse der Erlanger Stadtwerke mit einer Deutschland- und einer fränkischen Fahne geschmückt.